# 구스다마

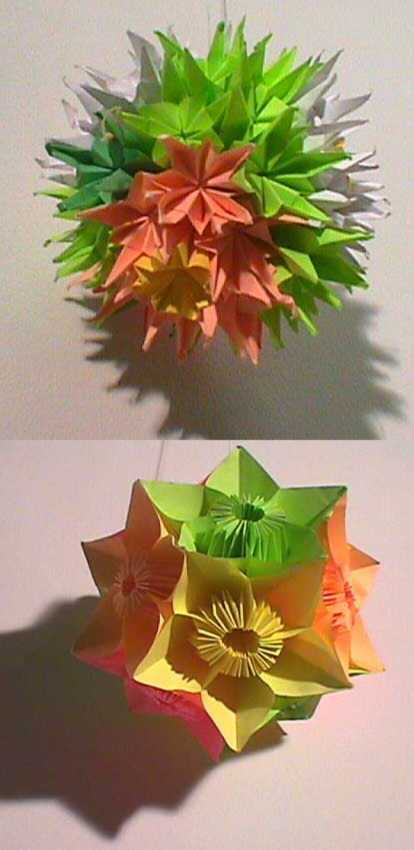
구스다마

구스다마(일본어: 薬玉)는 갖가지 향료를 채운 비단주머니에 약초와 조화로 장식하여 오색실을 길게 드리운 것이다.